# Großsteingrab Gützkow
Das Großsteingrab Gützkow war eine megalithische Grabanlage der jungsteinzeitlichen Nordgruppe der Trichterbecherkultur bei Gützkow im Landkreis Vorpommern-Greifswald (Mecklenburg-Vorpommern). Es wurde 1818 zerstört, jedoch sind Einzelheiten über die Anlage durch einen Bericht von Johann Gottfried Quistorp und durch Zeichnungen von Caspar David Friedrich überliefert, dem das Grab als Vorlage für verschiedene Gemälde diente, darunter Hünengrab im Schnee und wahrscheinlich auch Hünengrab im Herbst.
Trotz dieser Zeugnisse bleibt das genaue Aussehen des Grabes unklar, da Quistorps Bericht vage bleibt und die Zeichnungen Friedrichs sich recht stark voneinander unterscheiden. Die genaue Lage des Grabes ist nicht überliefert, auch die Ausrichtung ist nicht bekannt. Nach Quistorp besaß es einen oberen Deckstein mit einer Länge von 12 Fuß (ca. 3,8 m), einer Breite von 7 Fuß (ca. 2,2 m) und einer Dicke von 5 Fuß (ca. 1,6 m). Dieser ruhte auf vier Wandsteinen. Die Grabkammer lag bereits offen. Auf einigen Zeichnungen sind hingegen noch wenigstens zwei weitere Wandsteine und ein kleinerer, abgerutschter Deckstein zu sehen, die von Quistorp nicht erwähnt werden. Aus diesen Studien entstand das Gemälde Hünengrab im Schnee, während andere Bleistiftzeichnungen ohne zweiten Deckstein als Vorlage für die Sepia-Zeichnung Hünengrab auf einer Wiese und das Gemälde Hünengrab im Herbst dienten.
Ernst Sprockhoff hielt aufgrund dieser Problematik alle Gemälde und Sepia-Zeichnungen Caspar David Friedrichs für freie Kompositionen, die für eine Rekonstruktion des ursprünglichen Aussehens der zugrunde liegenden Großsteingräber ungeeignet sind. Ewald Schuldt und Hans-Jürgen Beier folgten dieser Einschätzung und ordneten das Grab lediglich als Anlage unbestimmten Typs ein. Eine Ansprache als Großdolmen erscheint allerdings recht wahrscheinlich, da dies der einzige belegte Grabtyp in der Umgebung von Gützkow ist.

Zeichnungen mit zwei Decksteinen und Gemälde „Hünengrab im Schnee“
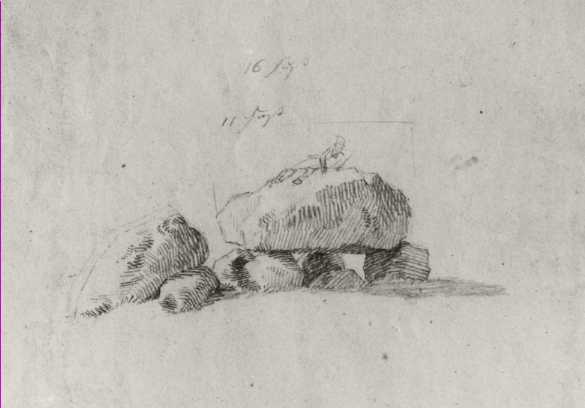
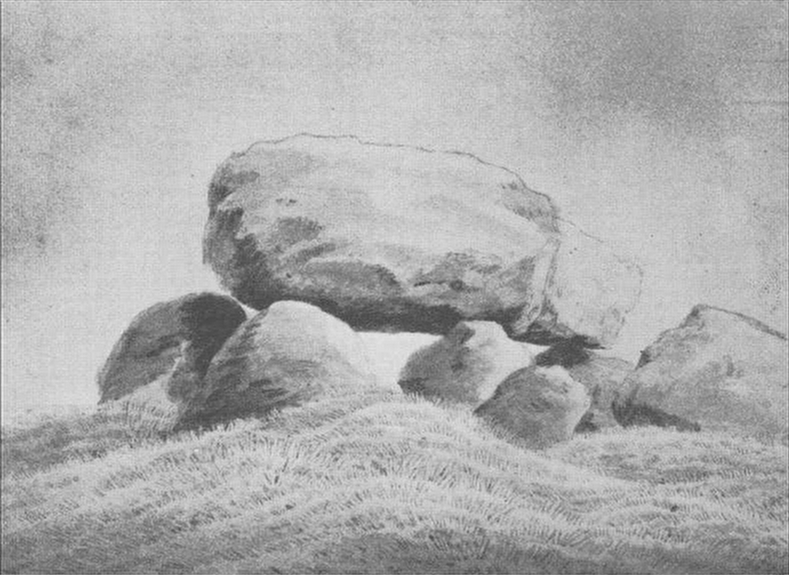
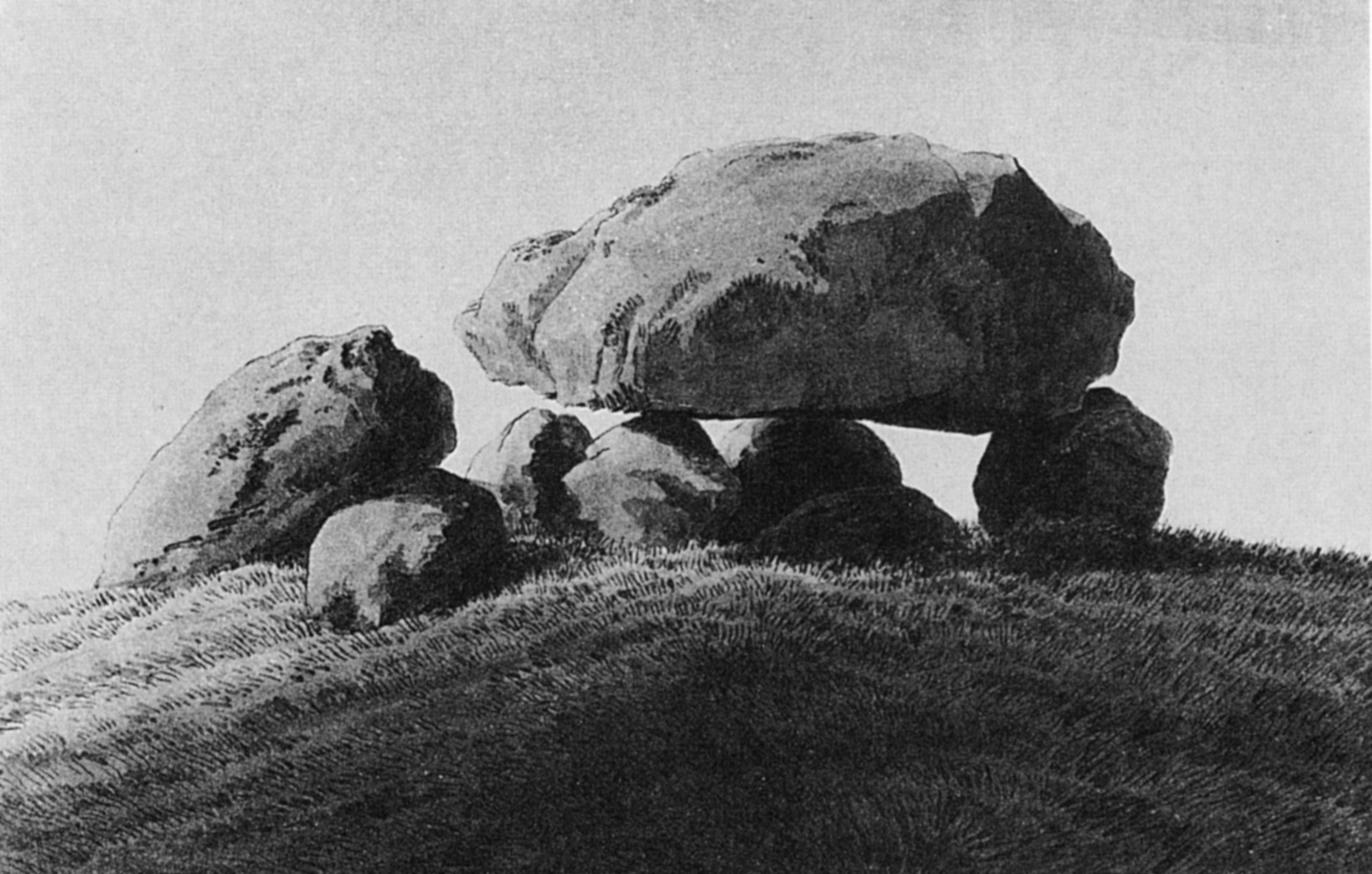
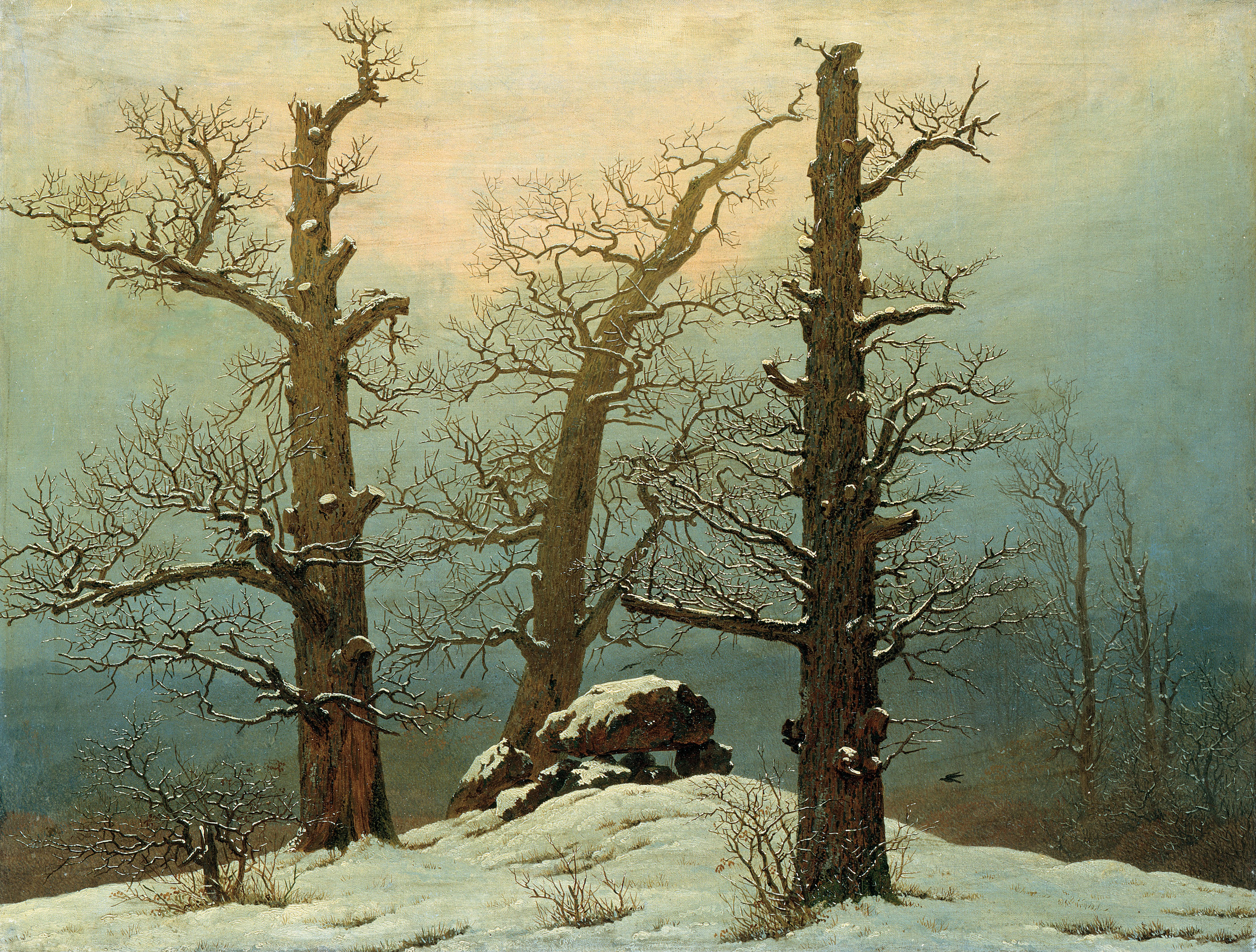

Zeichnungen mit einem Deckstein und Gemälde „Hünengrab im Herbst“
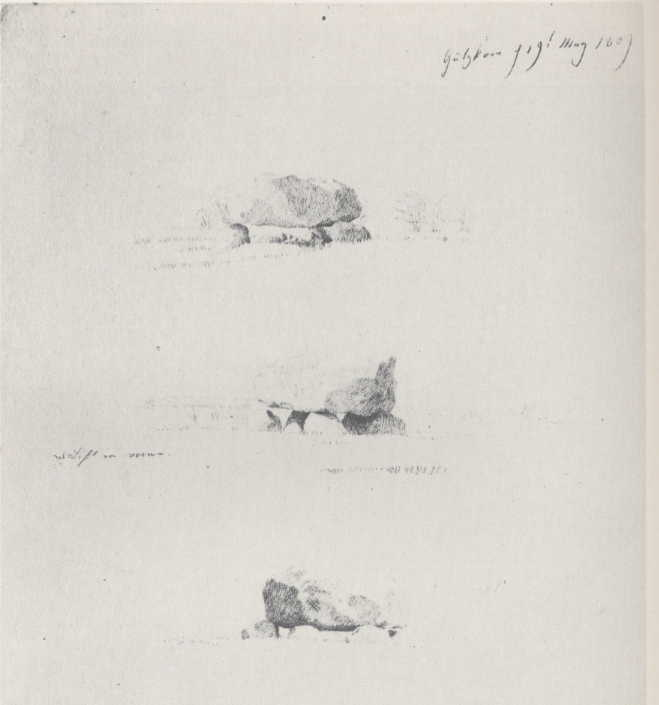
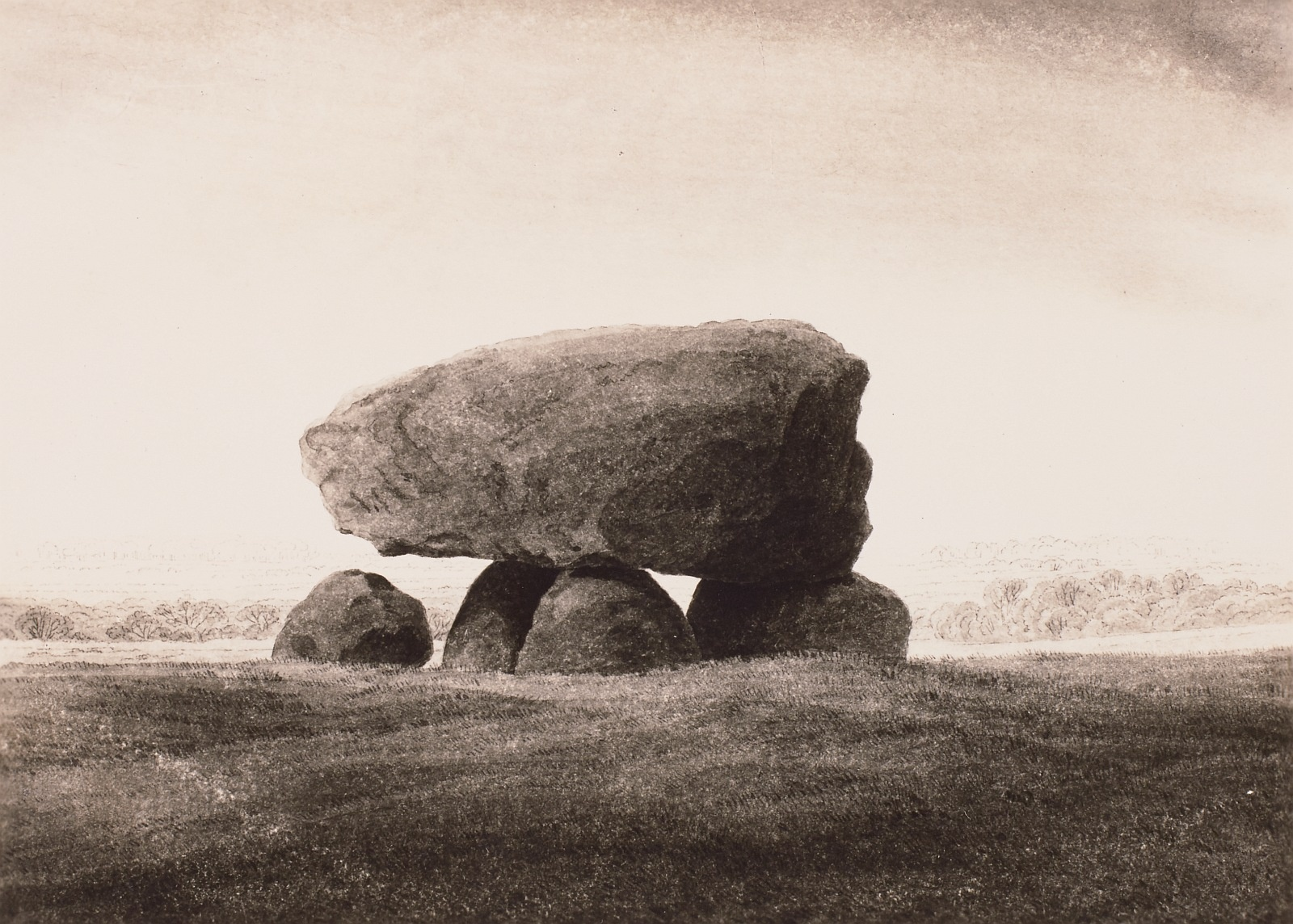
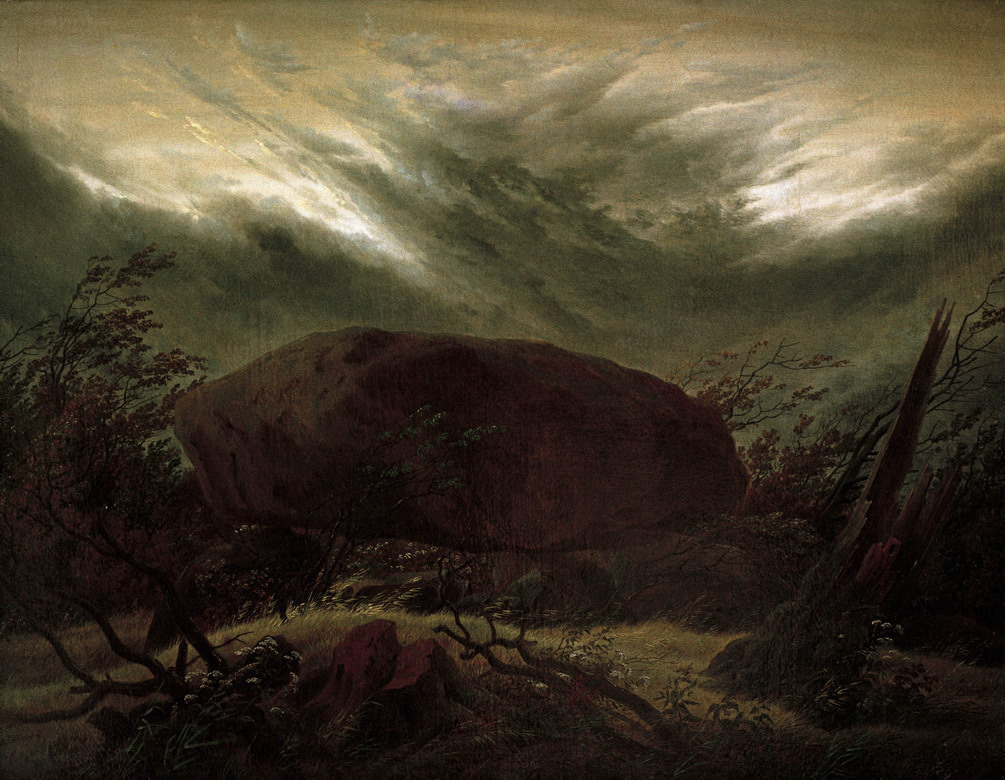